# Mouvement nationaliste du progrès
Pour les articles homonymes, voir MNP.
Le Mouvement nationaliste du progrès (MNP) était un mouvement nationaliste français (d'orientation européiste) fondé en janvier 1966 par l'essayiste d'extrême droite Dominique Venner.
Celui-ci était le paravent d'une structure officieuse, le Centre nationaliste, issue du mouvement fascisant Europe-Action et de la Fédération des étudiants nationalistes.

## Orientations idéologiques
Le  Mouvement nationaliste du progrès « défendait l’homme blanc, le colonialisme et la culture occidentale contre le communisme et l’immigration », selon les politologues Stéphane François et Nicolas Lebourg.
Il entretenait des liens avec des chefs politiques de la Rhodésie et de la République Sud-Africaine. Le MNP fonde un comité France-Rhodésie dirigé par l’ancien Waffen SS Marc Augier, alias Saint-Loup.
Le MNP établit des relations avec des partis racistes ou néonazis allemands comme le Nationaldemokratische Partei Deutschlands (NPD, La Patrie) et américains comme la John Birch Society, le Christian Nationalist Crusade, l’Odinist Movement, etc.
Défenseurs d'un nationalisme européen, plusieurs membres du MNP compteront en 1968 parmi les fondateurs du mouvement néo-fasciste GRECE, dans lequel le groupe se fondra pour l'essentiel.

## Membres
Parmi les fondateurs figurent, outre D. Venner, Jean Mabire, et Pierre Bousquet. À ce groupe, appartenaient des membres de la Fédération des étudiants nationalistes (FEN) (créée en 1960), comme Georges Schmelz, Fabrice Laroche (Alain de Benoist) et François d'Orcival, qui publiaient les Cahiers universitaires. La présidence du MNP est confiée à Aurélien Guineau et le secrétariat général à Roger Lemoine.

## Objectifs électoraux
En novembre 1966, le mouvement crée, sur une idée de Ferdinand Ferrand, le Rassemblement européen de la liberté (REL), plate-forme politique qui tentera vainement une percée aux législatives (1967-1968).